# Ngụy trang quân sự

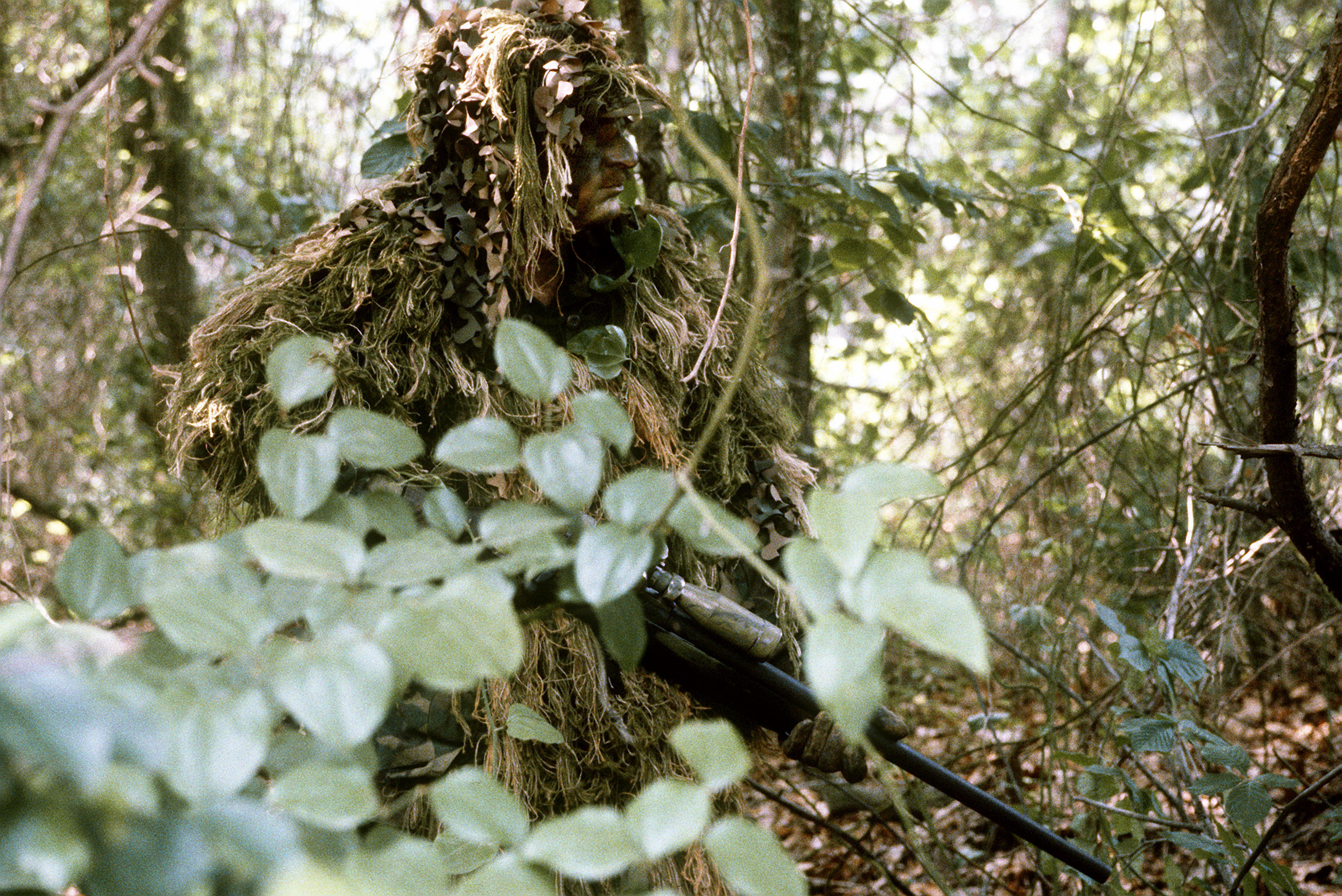
Một xạ thủ bắn tỉa của lực lượng Thủy quân lục chiến Mỹ

Ngụy trang quân sự là việc sử dụng ngụy trang bởi một lực lượng quân sự để bảo vệ nhân sự và thiết bị khỏi sự quan sát của lực lượng địch. Trong thực tế, điều này có nghĩa là áp dụng màu sắc và vật liệu cho thiết bị quân sự các loại, bao gồm xe cộ, tàu, máy bay, vị trí súng và chiến đấu, để che giấu nó khỏi quan sát (crypsis), hoặc làm cho nó xuất hiện như một thứ khác (bắt chước)
Ngụy trang lần đầu tiên được thực hành dưới dạng đơn giản vào giữa thế kỷ XVIII bởi các đơn vị jäger- hoặc súng trường. Nhiệm vụ của họ đòi hỏi họ phải kín đáo, và họ được phát hành màu xanh lá cây và sau đó là những bộ đồng phục màu xám xịt khác. Với sự ra đời của nhiều vũ khí chính xác hơn, đặc biệt là súng trường lặp lại, ngụy trang đã được sử dụng cho đồng phục của tất cả quân đội, lan rộng đến hầu hết các loại trang bị quân sự bao gồm cả tàu và máy bay. Nhiều loại vải ngụy trang hiện đại có khả năng hiển thị địa chỉ không chỉ với ánh sáng khả kiến mà còn gần hồng ngoại, để che giấu các thiết bị nhìn ban đêm. Ngụy trang không chỉ là trực quan; nhiệt, âm thanh, từ tính và thậm chí cả mùi có thể được sử dụng để nhắm mục tiêu vũ khí, và có thể được cố ý che giấu. Một số hình thức ngụy trang có các yếu tố bất biến quy mô, được thiết kế để phá vỡ các phác thảo ở các khoảng cách khác nhau, thường là các mẫu ngụy trang kỹ thuật số được tạo thành từ các pixel. Các mẫu ngụy trang cũng có các chức năng văn hóa như nhận dạng chính trị.
Ngụy trang chưa được sử dụng rộng rãi trong những cuộc chiến xa xưa. Các quân đội thế kỷ XIX có xu hướng sử dụng các màu sắc và thiết kế ấn tượng, đậm nét. Những điều này với ý định làm nhụt chí kẻ thù, khuyến khích gia nhập, tăng cường sự hòa nhập hoặc giúp các đơn vị dễ phân biệt nhau. Những đơn vị không chuyên, nhỏ đi tiền phương ở thế kỷ XVIII là những người đầu tiên sử dụng những màu tối xỉn nâu và xanh lá cây. Các quân đội lớn vẫn trung thành với màu sắc rực rỡ cho đến khi ưu điểm của quần áo ngụy trang được chứng minh. 
Ngụy trang cho các thiết bị và vị trí đã được phát triển rộng rãi để sử dụng quân sự bởi người Pháp vào năm 1915, ngay sau đó là các Thế Chiến I khác. Trong cả hai cuộc chiến tranh thế giới, các nghệ sĩ đã được tuyển dụng làm sĩ quan ngụy trang. Ngụy trang tàu được phát triển thông qua các chương trình ngụy trang mê hoặc dễ thấy trong Thế Chiến I, nhưng kể từ khi phát triển radar, ngụy trang tàu đã nhận được ít sự chú ý. Máy bay, đặc biệt là trong Thế Chiến II, thường được sơn với các đề án khác nhau ở trên và dưới, để ngụy trang chúng chống lại mặt đất và bầu trời tương ứng.
Các mẫu ngụy trang quân sự đã được phổ biến trong thời trang và nghệ thuật từ đầu năm 1915. Các mẫu ngụy trang đã xuất hiện trong tác phẩm của các nghệ sĩ như Andy Warhol và Ian Hamilton Finlay, đôi khi có thông điệp chống chiến tranh. Trong thời trang, nhiều nhà thiết kế lớn đã khai thác phong cách ngụy trang và biểu tượng, và quần áo quân sự hoặc mô phỏng của nó đã được sử dụng cả hai như mặc đường phố và là một biểu tượng của sự phản đối chính trị.
Người Anh ở Ấn Độ năm 1857 buộc phải nhuộm các áo bó màu đỏ sang màu trung tính, ban đầu là màu bùn gọi là khaki. Những bộ đồng phục màu trắng vùng nhiệt đới được nhuộm sang màu nhờ nhờ bằng cách nhúng vào chè. Đây chỉ là biện pháp tạm thời, nhưng màu sắc đó trở thành chuẩn mực cho quân đội phục vụ ở Ấn Độ từ những năm 1880. Cho đến chiến tranh Boer lần thứ hai năm 1902, màu nâu xám mới trở thành chiến phục cho toàn quân đội Đế quốc Anh. Ngày nay, quân đội các nước trên thế giới trang bị đồng phục tác chiến cũng như sơn màu các trang thiết bị theo một màu ngụy trang tiêu chuẩn phù hợp với địa hình, địa điểm tác chiến.

## Nguyên tắc

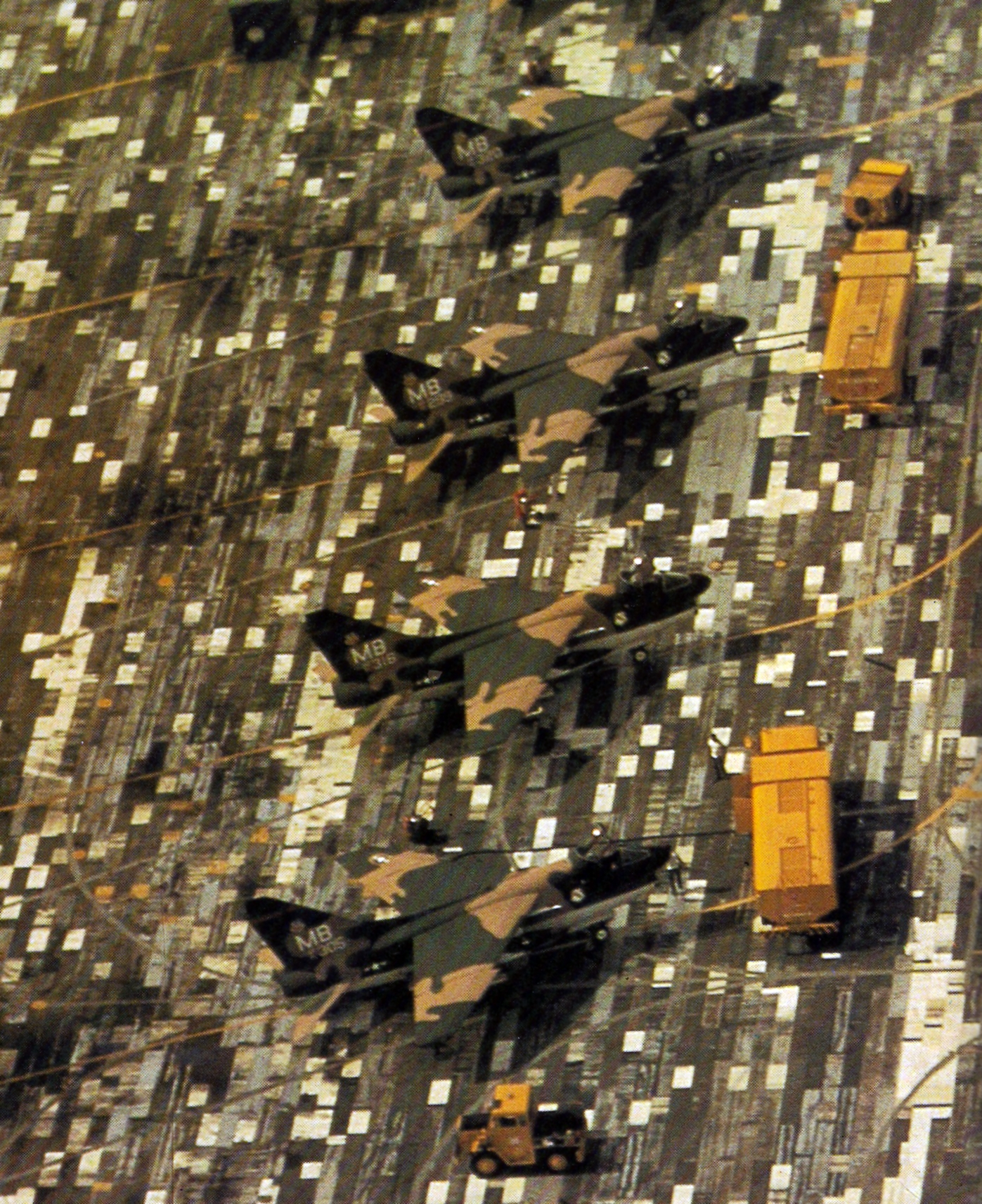
Những chiếc A-7D Corsair trong một kiểu màu sắc phá vỡ, với các đốm trắng trên nền sơn lốm đốm kiểu ngụy trang phản ảnh, Thái Lan, 1972.

Ngụy trang quân sự là một phần của nghệ thuật lừa dối quân sự. Mục tiêu chính của ngụy trang quân sự là để đánh lừa kẻ thù như sự hiện diện, vị trí và ý định hình thành quân sự. Các kỹ thuật ngụy trang bao gồm che giấu, ngụy trang, và người nộm, áp dụng cho quân đội, phương tiện và vị trí.
Tầm nhìn là ý nghĩa chính của định hướng ở người, và chức năng chính của ngụy trang là đánh lừa mắt người. Ngụy trang hoạt động thông qua che giấu (cho dù bằng ngụy trang phản ảnh, ngăn chặn bóng đổ, hoặc phá vỡ phác thảo), bắt chước, hoặc có thể bởi mê hoặc. ITrong chiến tranh hiện đại, một số hình thức ngụy trang, ví dụ như sơn mặt, cũng cung cấp che giấu từ cảm biến hồng ngoại, trong khi CADPAT hàng dệt ngoài giúp cung cấp che giấu khỏi radar.